# Diecezja Wschodniej Pensylwanii
Diecezja Wschodniej Pensylwanii – jedna z 11 terytorialnych jednostek administracyjnych Kościoła Prawosławnego w Ameryce. Funkcję katedry pełni sobór św. Stefana w Filadelfii. Diecezja obejmuje stany Pensylwania i Delaware.
Diecezja dzieli się na trzy dekanaty:
- Dekanat Frackville
- Dekanat Filadelfia
- Dekanat Wilkes-Barre.

Łącznie na ich terenie funkcjonuje 37 parafii.